# Wallace Reed Brode
Wallace Reed Brode (* 12. Juni 1900 in Walla Walla; † 13. August 1974) war ein US-amerikanischer Chemiker und Wissenschaftsorganisator. Er befasste sich vornehmlich mit Spektroskopie und Farbstoffen.

## Leben
Brode studierte am Whitman College (wo sein Vater Howard Brode Professor für Biologie war) und ab 1921 an der University of Illinois at Urbana-Champaign mit em Master-Abschluss 1922 und der Promotion in Chemie bei Roger Adams 1925 (A study of optically active dyes, mechanism of dyeing and absorption spectra).  Anschließend setzte er 1926 bis 1928 sein Studium als Guggenheim Fellow in Leipzig (bei Arthur Hantzsch, Zürich (bei Victor Henri) und Liverpool (bei E. C. C. Baly, R. A. Morton) fort. 1928 wurde er Assistant Professor, 1932 Associate Professor und 1938 Professor für Organische Chemie an der Ohio State University in Columbus, was er bis 1948 blieb. 1945 bis 1947 war er Forschungsdirektor an  der Naval Ordnance Test Station in Inyokern in Kalifornien. 1944/45 war er Leiter der Pariser Gruppe des Office of Research and Scientific Development, das die wissenschaftlichen Fortschritte der Achsenmächte erkundete und auswertete (z. B. Wasserstoffperoxid als Treibstoff der V2). Er beriet kurz nach dem Krieg vorübergehend die CIA und war ab 1948 stellvertretender Direktor des National Bureau of Standards in Washington D. C. unter dem damaligen Direktor Edward Condon wobei er auch ein kleines Forschungslabor hatte. 1958 bis 1960 war er Wissenschaftsberater des US Secretary of State (John Foster Dulles und dessen Nachfolger), was in die turbulente Zeit des Sputnik-Schocks fiel.
1939 veröffentlichte er ein Buch über optische Spektroskopie in der Chemie, das dort ein Standardwerk wurde. Er befasste sich mit dem Zusammenhang von Absorptionsspektren und Struktur organischer Farbstoffe, analytischen Anwendungen der Spektroskopie und optisch aktiven Farbstoffen. Er verwendete früh Baukastenmodelle (Kugeln mit Steckverbindungen) für Unterrichtszwecke der Chemie und ließ sie 1930 von der Firma Sargent produzieren. 1941 baute er eines der ersten Spektro-Photometer und Polarimeter mit Aufzeichnung.
1969 war er Präsident der American Chemical Society und 1961 der Optical Society of America (zeitweise gab er das Journal of the Optical Society of America heraus). 1960 erhielt er die Priestley-Medaille. 1948 wurde er Mitglied des National Research Council.  1957 bis 1972 war er im Verwaltungsrat des Science Service (Society for Science & the Public).  1961 wurde er Präsident von Sigma Xi. Ab 1960 war er Direktor bei der Barnes Engineering Corp.
Er war seit 1954 Mitglied der National Academy of Sciences. 1958 wurde er Präsident der American Association for the Advancement of Science und er war im Rat der American Physical Society.
Brode beobachtete auf sechs Expeditionen Sonnenfinsternisse, unter anderem 1936 in Sibirien. Er und seine Frau befassten sich auch viel mit der Kultur indianischer Ureinwohner im Südwesten der USA, sammelte deren Artefakte, reiste viel dorthin und untersuchte die Farbstoffe in deren Keramik.
Brode war der Bruder des Physikers Robert Brode (1900–1986), der Professor in Berkeley war. Er war zweimal verheiratet. Die erste Ehe mit einer NBS-Physikerin endete in Scheidung. In zweiter Ehe war er mit der Krankenschwester Ione „Sunny“ Sundstrom verheiratet, die ihm 1941 das Leben rettete, als er an einer Infektion erkrankte und Antibiotika erhielt (zunächst allerdings das falsche Medikament).

## Schriften
- Chemical Spectroscopy 1939